# Lijst van afleveringen van Charmed (seizoen 1)
Hieronder staat een overzicht en een korte beschrijving van de afleveringen van seizoen 1 van Charmed.
| Something Wicca This Way Comes | 7 oktober 1998   | 1  | 1.01 |
| Phoebe keert terug naar haar zussen Prue en Piper en vindt het Book of Shadows (Boek der Schaduwen). Ze spreekt de spreuk uit die erin staat, waardoor de dames machtige heksen worden. Samen zijn zij de Charmed Ones. |                  |    |      |
| I've Got You Under My Skin | 14 oktober 1998  | 2  | 1.02 |
| Andy en Darryl onderzoeken een reeks ontvoeringen, waaronder ook die van Brittany, een vriendin van de zussen. Phoebe trekt de aandacht van een fotograaf, met een interesse in haar die verdergaat dan enkel haar foto nemen. Ondertussen gaat Piper door een persoonlijke crisis, ze vreest dat haar krachten afkomstig zijn van het kwade. |                  |    |      |
| Thank You for Not Morphing | 21 oktober 1998  | 3  | 1.03 |
| De vader van de Charmed Ones komt voor een verrassingsbezoek, na twintig jaar afwezigheid. Wanneer er een inbraak is in het huis van de zussen Halliwell - met als doel The Book Of Shadows te stelen - houdt Prue haar vader verantwoordelijk. |                  |    |      |
| Dead Man Dating | 28 oktober 1998  | 4  | 1.04 |
| Wanneer Mark, een jonge man, vermoord wordt zoekt zijn geest Piper op om hem te helpen. Zijn lichaam moet begraven worden voor zijn ziel wordt opgeëist door een Chinese demon. Voor de verjaardag van Prue gaat Phoebe op zoek naar werk zodat ze een cadeau kan kopen. Ze krijgt door middel van een visioen de opdracht een ondankbare man zijn leven te redden. |                  |    |      |
| Dream Sorcerer | 4 november 1998  | 5  | 1.05 |
| Een man heeft iets bedacht waardoor hij in andermans dromen kan komen. Hij gebruikt deze uitvinding om wraak te nemen op de meisjes die hem afwijzen. Dit doet hij door ze in hun slaap te vermoorden, waardoor ze ook echt sterven. Nu zit hij achter Prue aan omdat zij hem heeft afgewezen. |                  |    |      |
| The Wedding from Hell | 11 november 1998 | 6  | 1.06 |
| Grace Spencer heeft jaren geleden beloofd dat haar zoon zou huwen met Hecate, Koningin van de onderwereld in ruil voor rijkdom en succes. Op de vooravond van het huwelijk komt Hecate haar echtgenoot opeisen. |                  |    |      |
| The Fourth Sister | 18 november 1998 | 7  | 1.07 |
| Prue probeert herhaaldelijk tijd door te brengen samen met Andy, terwijl Phoebe en Piper vechten voor de aandacht van Leo. De tiener Aviva, raakt bevriend met Phoebe, maar de tiener wordt gemanipuleerd door Kali, een tovenares die verschijnt in een spiegel. Aviva haar opdracht is om het vertrouwen te winnen van de Halliwell zussen, om zo hun krachten te kunnen stelen. |                  |    |      |
| The Truth Is Out There...and It Hurts | 25 november 1998 | 8  | 1.08 |
| Prue gebruikt een waarheidsspreuk om te ontdekken of Andy met haar gave kan leven, maar de spreuk heeft ook effect op Phoebe en Piper. Daarom zal iedereen aan wie ze een vraag stellen de waarheid moeten zeggen, ook tegen elkaar. |                  |    |      |
| The Witch Is Back | 16 december 1998 | 9  | 1.09 |
| Een zeventiende-eeuwse tovenaar is weer terug. Hij is uit op de krachten van de Charmed Ones. Om hem te verslaan moeten ze diegene hebben die hem de vorige keer ook wist te verslaan: hun over-over-over-over-overgrootmoeder Melinda Warren. |                  |    |      |
| Wicca Envy | 13 januari 1999  | 10 | 1.10 |
| Prue wordt in de val gelokt door Rex. Hij gebruikt een foto als chantagemiddel om de zussen hun krachten af te laten staan, in ruil voor Prues vrijheid. |                  |    |      |
| Feats of Clay | 20 januari 1999  | 11 | 1.11 |
| Clay, een ex-vriendje van Phoebe, is in de stad en komt Phoebe opzoeken in San Francisco. Zijn motief waarom hij Phoebe opzoekt is een gestolen Egyptische urne, die de drager is van een dodelijke vloek. |                  |    |      |
| The Wendigo | 3 februari 1999  | 12 | 1.12 |
| Piper wordt in het park aangevallen wanneer ze een lekke band heeft. Ze weet echter te ontkomen en wordt daardoor de enige die een aanval heeft overleefd van de Wendigo, een beest dat het hart van zijn slachtoffers uit hun lichaam rukt. Wat ze echter niet weet is dat het overleven van de aanval betekent dat zij automatisch zelf een Wendigo wordt.. Andy gaat op surveillance met een FBI-agent, die jacht maakt op het wezen. Prue helpt Phoebe aan een baantje in het veilinghuis. |                  |    |      |
| From Fear to Eternity | 10 februari 1999 | 13 | 1.13 |
| Om de 1.300 jaar verschijnt er op vrijdag de dertiende een demon die zich moet voeden met de angst van dertien heksen. Dit doet hij door hun grootste angst de realiseren. Nu zit hij achter Prue aan. Het is aan Piper om haar te redden, maar dan worden de rollen omgedraaid en moet Prue Piper helpen. |                  |    |      |
| Secrets and Guys | 17 februari 1999 | 14 | 1.14 |
| Wanneer Max Franklin, een jonge tovenaar, gekidnapt wordt door dieven die de jongen willen gebruiken, contacteert hij Prue door zijn krachten te laten leiden naar een ouijabord voor hulp. Phoebe ontdekt dat Leo (die teruggekomen is) een whitelighter is. |                  |    |      |
| Is There A Woogy In The House? | 24 februari 1999 | 15 | 1.15 |
| Phoebe wordt geplaagd door Prue en Piper, die haar kinderlijke angst voor de woogyman (boeman) nog steeds amusant vinden. Wanneer er echter door een aardbeving een schaduwdemon vrijkomt, in de kelder van de Halliwells, neemt die Phoebe's lichaam over. |                  |    |      |
| Which Prue Is It, Anyway? | 3 maart 1999     | 16 | 1.16 |
| Gabriel, een uitgestoten Lord of War, wil Prue vermoorden om zo zijn positie terug op te eisen, nadat een van haar voorouders die heeft afgepakt. |                  |    |      |
| That '70s Episode | 7 april 1999     | 17 | 1.17 |
| Een krachtige warlock beweert dat hij een deal gemaakt heeft met de moeder van de Halliwell zusjes (Patricia Halliwell), waarbij hij het leven van de moeder zou sparen in ruil voor de krachten van de zusjes. Op de vlucht voor Nicolas gaan de drie zusters terug in de tijd naar de jaren 1970, waar hun moeder nog steeds in leven is, en daar proberen ze de deal tegen te houden. |                  |    |      |
| When Bad Warlocks Turn Good | 28 april 1999    | 18 | 1.18 |
| Brendan Rowe wil priester te worden om te ontsnappen aan de voltooiing van zijn lot: een warlock zijn. Prue probeert Brendan te helpen om aan zijn donkere kant te weerstaan en niet toe te geven aan het kwade. Ondertussen probeert Phoebe Piper te overhalen om uit te gaan met de wat snobistische Josh. |                  |    |      |
| Out of Sight | 5 mei 1999       | 19 | 1.19 |
| Wanneer er een jong kind ontvoerd wordt van zijn verjaardagsfeest, worden de krachten van Prue waargenomen door een onscrupuleuze journalist, die ermee dreigt haar geheim te onthullen. Phoebe en Piper komen te weten dat Grimlocks om de twintig jaar kinderen ontvoeren om hun zicht te stelen. |                  |    |      |
| The Power of Two | 12 mei 1999      | 20 | 1.20 |
| Op Alcatraz ziet Phoebe de geest van een veroordeelde moordenaar, en hoe die geest het lichaam van de overleden gevangenisbewaarder gebruikt om uit zijn cel te ontsnappen. Eenmaal vrij zoekt de geest bloedwraak zij die medeverantwoordelijk zijn in zijn veroordeling, en moeten Prue en Phoebe de moordende geest te stoppen. |                  |    |      |
| Love Hurts | 19 mei 1999      | 21 | 1.21 |
| De vakantie van de zussen wordt geannuleerd wanneer Leo gewond opdaagt door de giftige pijl van een darklighter. Om Leo te redden gebruikt Piper een spreuk die haar krachten verwisselt met die van Leo, maar de spreuk zorgt er ook voor dat de krachten van Phoebe en Prue worden geruild. |                  |    |      |
| Deja Vu All Over Again | 26 mei 1999      | 22 | 1.22 |
| Wanneer een warlock (Rodriguez) plannen maakt om de Charmed Ones te vermoorden, krijgt hij een bezoekje van de demon Tempus. Deze tijdmanipuleerdemon garandeert Rodriguez dat hij kansen genoeg krijgt om te slagen in zijn plan. |                  |    |      |